# Thames Television
Thames Television était une chaîne de télévision britannique du réseau privé ITV qui a diffusé ses programmes sur la région de Londres du 30 juillet 1968 au 31 décembre 1992.
Créée en tant que coentreprise, elle émerge des intérêts conjoints de la British Electric Traction (qui détenait la chaîne Associated Television) pour 49 % des parts et de l'Associated British Picture Corporation (plus tard rachetée par le groupe EMI) pour 51 % des parts. Il fut à la fois diffuseur et producteur de programmes de télévision, créant des émissions à la fois pour la région londonienne comme des émissions destinées à être diffusées à travers le territoire britannique en entier, via les chaînes régionales d'ITV. Le British Film Institute décrit la Thames comme ayant « servi la capitale et l'industrie de la télévision avec une série de programmes récurrents et universels, au point que certains d'entre eux continuent encore à être diffusés ou à être très connus encore aujourd'hui. ».
La Thames couvrit un large spectre d'émissions allant des publicités de service public, des feuilletons dramatiques ou de la comédie. La compagnie a produit des programmes comme Armchair Theatre, Quatermass, Le Benny Hill Show ou Mr Bean et coproduit Chapeau melon et bottes de cuir.
Elle partageait cependant son temps d'antenne avec la chaîne LWT. LWT diffusait son programme le week-end, du vendredi à 17 h 15 (19 h jusqu'en 1982) au lundi à 6 h. Thames elle diffusait du lundi à 6 h jusqu'au vendredi à 17 h 15 (19 h jusqu'en 1982).
Après avoir été remplacée le 1er janvier 1993 par Carlton Television, le 27 octobre 2002, les groupes Granada et Carlton rassemblent leurs filiales régionales d'Angleterre et du Pays de Galles pour donner naissance à une unique chaîne ITV1.
La société de production, fut quant à elle acquise par le groupe Fremantle et fut associée à la société Talkback Productions afin de créer Talkback Thames. Toutefois, le 1er janvier 2012, la société fut séparée en quatre labels différents, Boundless, Retort, Talkback et Thames Production.
Le logo de Thames Television fut formé de photographies des édifices suivants, avec leurs reflexions :

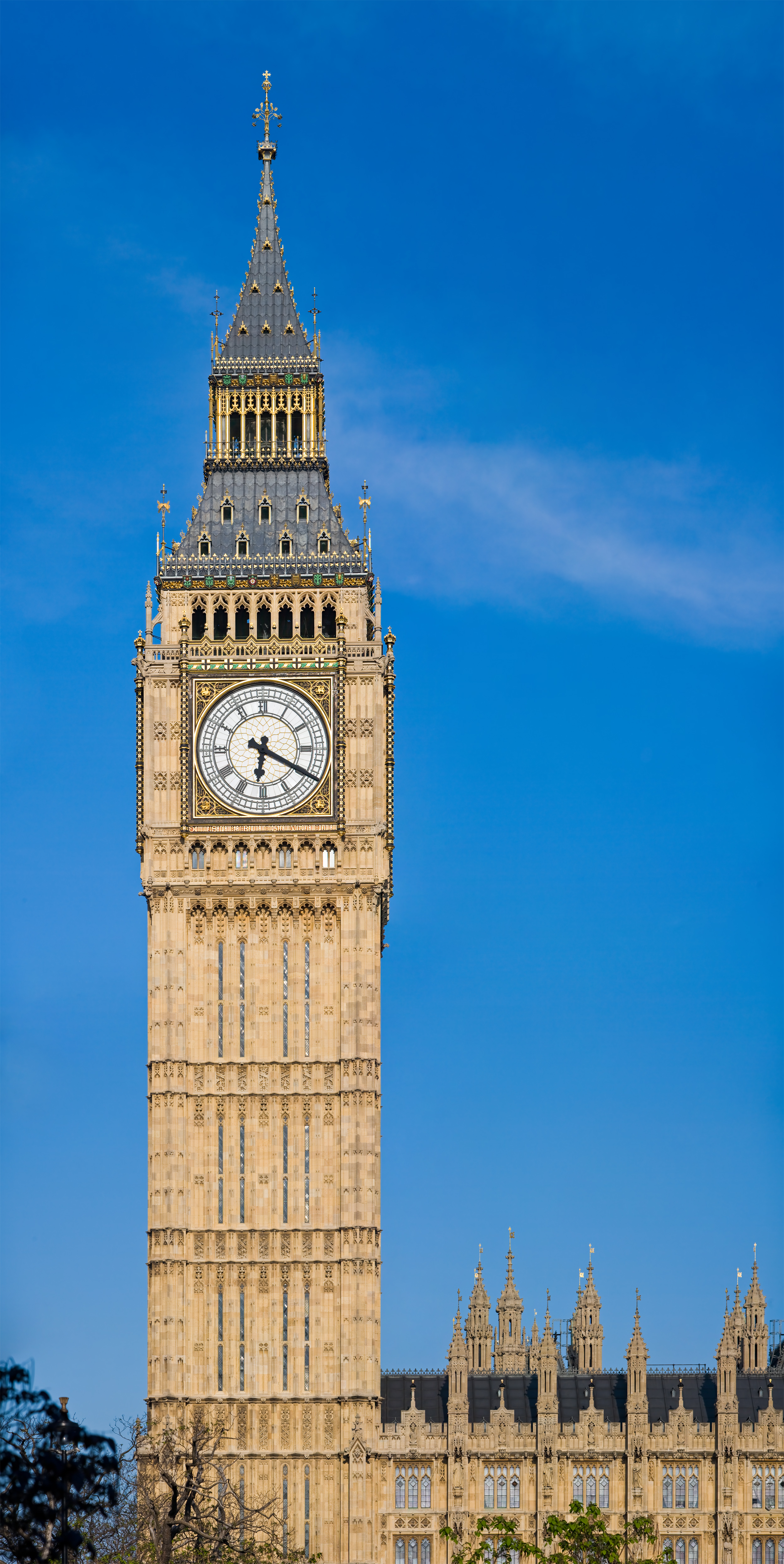
Le Big Ben
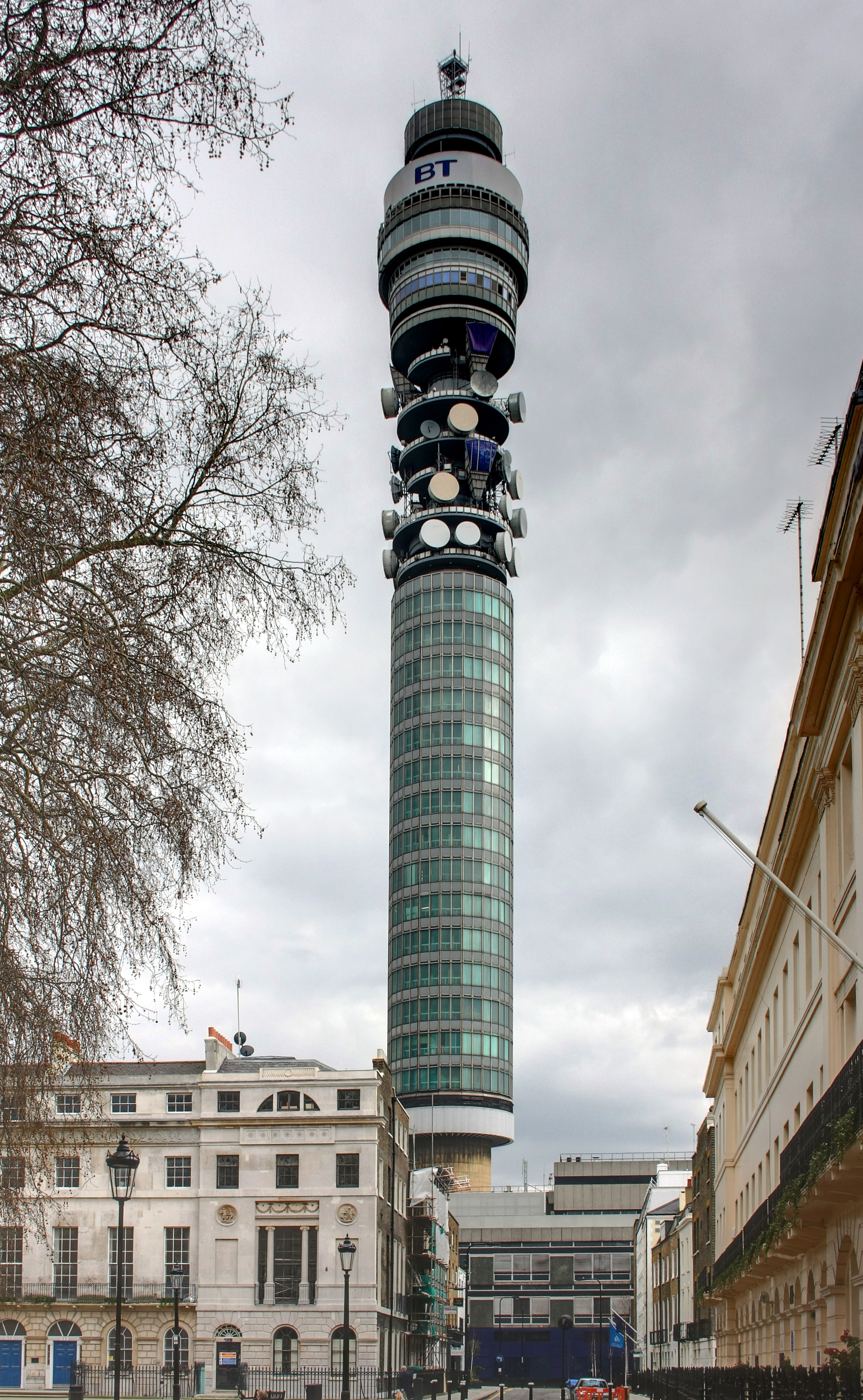
La BT Tower (ex Tour de la Poste)
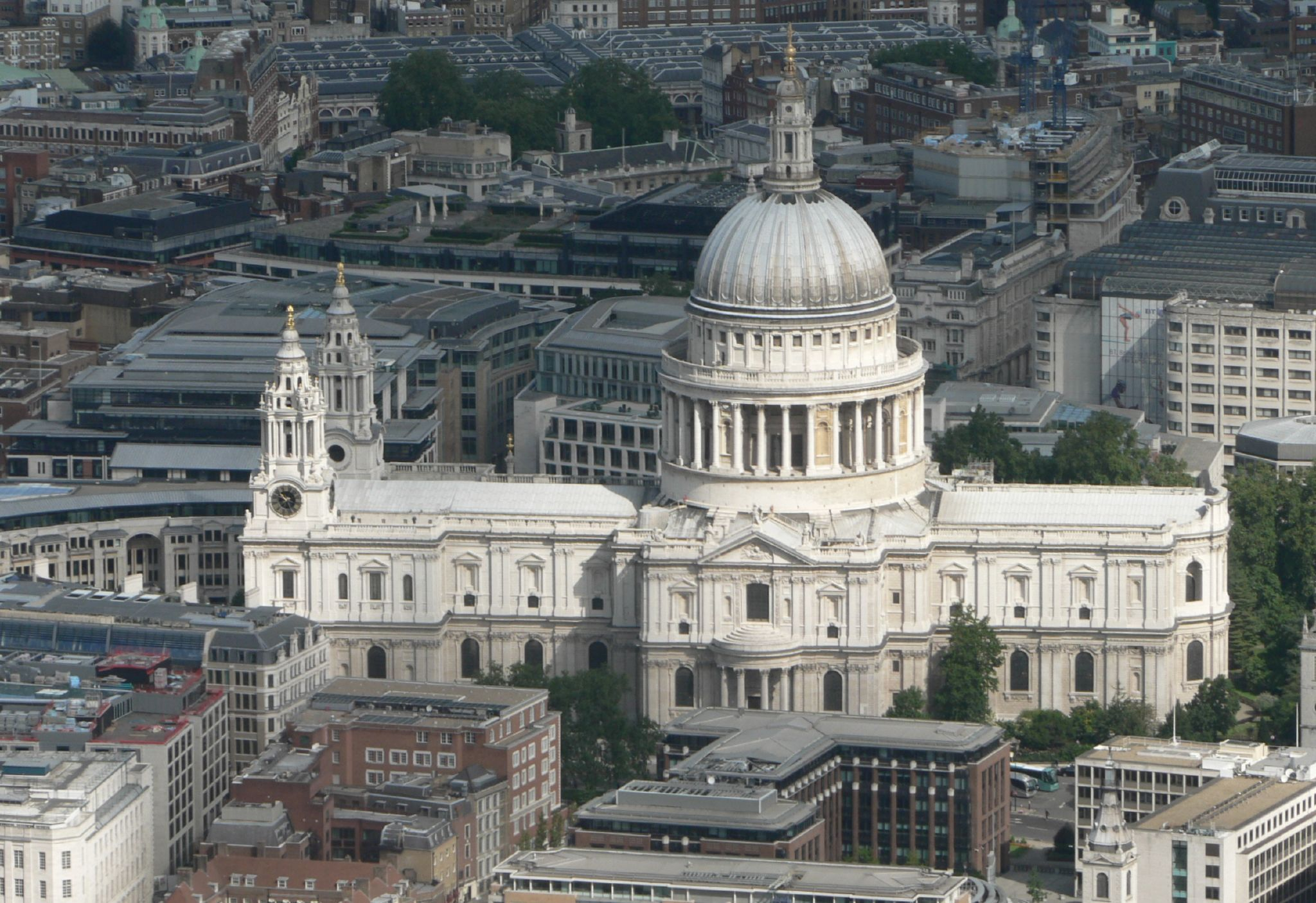
La Cathédrale Saint-Paul
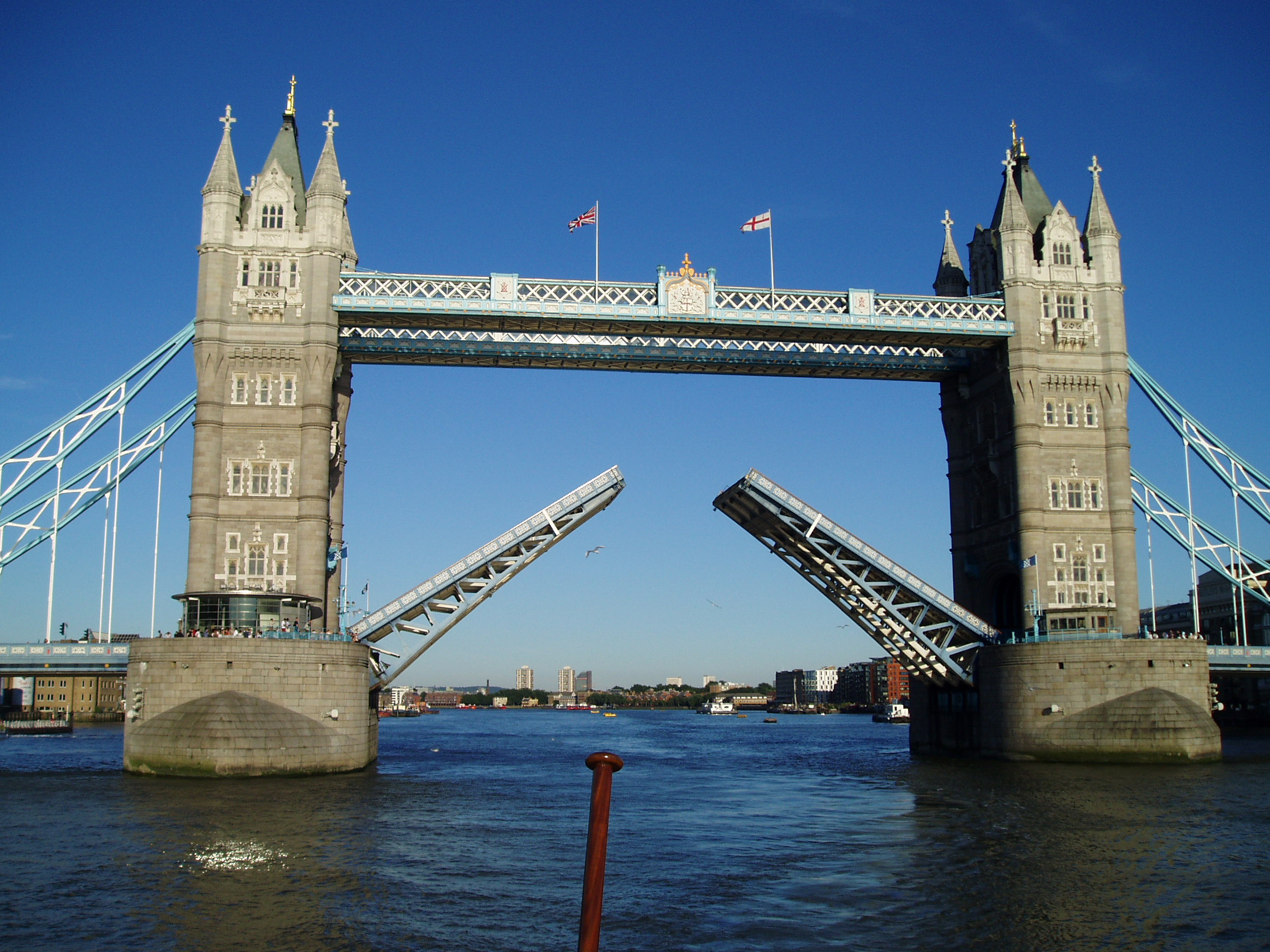
Le Pont de la Tour (ouvert)